# Phlomis nyalamensis
Phlomis nyalamensis là một loài thực vật có hoa trong họ Hoa môi. Loài này được H.W.Li miêu tả khoa học đầu tiên năm 1985.